# Guillem de Baviera
Guillem, duc de Baviera (Palatinat-Zweibrücken-Birkenfeld, 10 de novembre, 1752 - Bamberg (Oberfranken), 8 de gener, fou comte palatí i duc de Gelnhausen. Des del 16 de febrer de 1799 va ser el primer duc de Baviera, títol de nova creació de l'única branca que quedava de la branca de Wittelsbach, que també provenia del Palatinat, a més de la línia de l'elector que governava a Baviera. Mai va governar el seu propi principat, però va ser governador del Ducat de Berg del 17 de desembre de 1803 al 20 de març de 1806.
Els seus pares eren Johann von Pfalz-Gelnhausen i Sophie Charlotte von Salm-Dhaun (1719-1770). Es va casar amb Maria Anna, comtessa palatina de Birkenfeld-Zweibrücken, germana del duc Carles II August i del futur rei de Baviera, Maximilià I.
El 1778 Wilhelm es va convertir en membre honorari de l'Acadèmia de Ciències de Baviera. Guillem residia a Landshut i el 1797, com a darrer parent amb dret a heretar, va concloure el contracte de casa d'Ansbach amb el posterior elector i rei de Baviera Maximilià I, en el qual es definia la unitat i indivisibilitat de les terres de Wittelsbach. Quan va prendre possessió com a elector el 16 de febrer de 1799, va rebre el títol de duc a Baviera. En l'apanatge de 1803, Wilhelm, com a cunyat de l'elector, va rebre el ducat de Berg com a apanatge i, per tant, la governació. Guillem va representar l'elector al ducat fins al 1806, quan el ducat va ser cedit a Napoleó. No va poder residir al palau destruït de Düsseldorf, sinó que es va canviar a posades, més tard al palau del governador i al palau de Benrath.

## Descendència
- Fill (*/† 6 de maig de 1782)
- Maria Elisabeth Amalie Franziska (1784–1849) ⚭ 1808 Louis-Alexandre Berthier, mariscal de França, príncep de Wagram, duc de Neufchâtel (1753–1815)
- Pius Augustus (1786–1837), duc de Baviera ⚭ 1807 Princesa Amalie Luise von Arenberg (1789–1823)